# Góra Trzecia

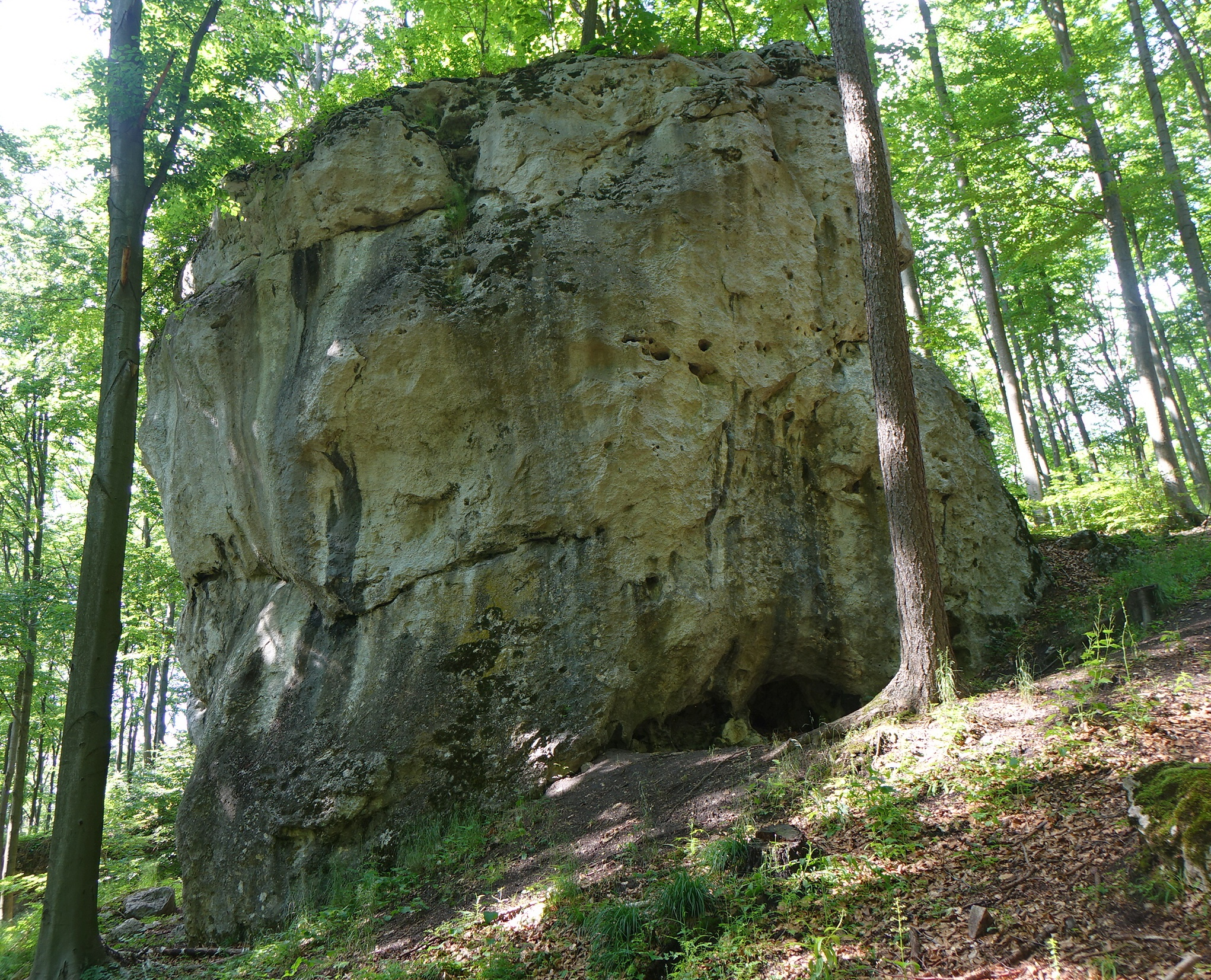
Skała Duch na Górze Trzeciej

Góra Trzecia – podłużne wzniesienie w miejscowości Siedlec w województwie śląskim, w powiecie częstochowskim, w gminie Janów. Pod względem geograficznym znajduje się na Wyżynie Olkuskiej będącej częścią Wyżyny Krakowsko-Częstochowskiej.
Wzniesienie Góra Trzecia znajduje się po południowej stronie drogi leśnej biegnącej od ostatnich, najdalej na północ wysuniętych zabudowań Siedlca. Droga ta o nazwach Droga Grabowa, Wąwóz i Aleja Klonowa biegnie w kierunku północno-wschodnim. Wzniesienie jest całkowicie porośnięte lasem i znajdują się w nim liczne, wapienne skały. Największa z nich to skała Duch, na której odbywa się wspinaczka skalna. W skałach tych jest wiele jaskiń: Brama w Uroczysku Bogdaniec, Jaskinia w Uroczysku Bogdaniec, Koleba w Uroczysku Bogdaniec, Schronisko koło Bramy w Uroczysku Bogdaniec, Schronisko w Uroczysku Bogdaniec Trzecie, Schronisko w Uroczysku Bogdaniec Czwarte, Schronisko w Uroczysku Bogdaniec Piąte, Schronisko w Uroczysku Bogdaniec Siódme, Schronisko w Uroczysku Bogdaniec Ósme, Schronisko w Uroczysku Bogdaniec Dziewiąte, Schronisko w Uroczysku Bogdaniec Dziesiąte, Studnia w Uroczysku Bogdaniec.
Po zachodniej stronie Góry Trzeciej są jeszcze dwa porośnięte lasem wzniesienia: Gora Druga i Góra Pierwsza, po stronie wschodniej Koziarska Góra.